# Eliminatorias europeas de Futsal 2011-12
Las eliminatorias europeas de Futsal 2011/2012 es el torneo clasificatorio de las selecciones del continente europeo que entrega siete plazas para el Campeonato Mundial de fútbol sala de la FIFA 2012. Esta clasificación se realiza en tres diferentes fases:
1. Una ronda preliminar formada por 20 selecciones con el ranking más bajo que compiten a través de cinco grupos de cuatro equipos y en donde se clasifican los campeones de los grupos y los dos mejores subcampeones (del 19 al 23 de octubre de 2011).
2. Una ronda principal en donde las 7 selecciones provenientes de la ronda preliminar se unirán a otras 21 selecciones con el ranking más alto y se formarán siete grupos de cuatro equipos; los campeones y subcampeones de los siete grupos clasificarán a los play-off (del 14 al 18 de diciembre de 2011).   
3. Siete eliminatorias a doble partido que decidirán las plazas europeas (del 25 de marzo al 11 de abril de 2012).

## Ronda preliminar

### Grupo A
| Equipo   | Pts | PJ | PG | PE | PP | GF | GC | Dif |
| -------- | --- | -- | -- | -- | -- | -- | -- | --- |
| Moldavia | 5   | 3  | 1  | 2  | 0  | 14 | 4  | 10  |
| Georgia  | 5   | 3  | 1  | 2  | 0  | 14 | 4  | 10  |
| Armenia  | 5   | 3  | 1  | 2  | 0  | 8  | 4  | 4   |
| Malta    | 0   | 3  | 0  | 0  | 3  | 0  | 24 | -24 |

### Grupo B
| Equipo   | Pts | PJ | PG | PE | PP | GF | GC | Dif |
| -------- | --- | -- | -- | -- | -- | -- | -- | --- |
| Bulgaria | 6   | 3  | 2  | 0  | 1  | 15 | 8  | 7   |
| Noruega  | 6   | 3  | 2  | 0  | 1  | 8  | 8  | 0   |
| Grecia   | 6   | 3  | 2  | 0  | 1  | 10 | 7  | 3   |
| Andorra  | 0   | 3  | 0  | 0  | 3  | 8  | 18 | -10 |

### Grupo C
| Equipo     | Pts | PJ | PG | PE | PP | GF | GC | Dif |
| ---------- | --- | -- | -- | -- | -- | -- | -- | --- |
| Letonia    | 7   | 3  | 2  | 1  | 0  | 18 | 4  | 14  |
| Inglaterra | 6   | 3  | 2  | 0  | 1  | 9  | 12 | -3  |
| Chipre     | 4   | 3  | 1  | 1  | 1  | 7  | 6  | 1   |
| San Marino | 0   | 3  | 0  | 0  | 3  | 5  | 17 | -12 |

### Grupo D
| Equipo    | Pts | PJ | PG | PE | PP | GF | GC | Dif |
| --------- | --- | -- | -- | -- | -- | -- | -- | --- |
| Turquía   | 9   | 3  | 3  | 0  | 0  | 15 | 5  | 10  |
| Albania   | 4   | 3  | 1  | 1  | 1  | 7  | 8  | -1  |
| Finlandia | 4   | 3  | 1  | 1  | 1  | 4  | 6  | -2  |
| Estonia   | 0   | 3  | 0  | 0  | 3  | 6  | 13 | -7  |

### Grupo E
| Equipo     | Pts | PJ | PG | PE | PP | GF | GC | Dif |
| ---------- | --- | -- | -- | -- | -- | -- | -- | --- |
| Macedonia  | 9   | 3  | 3  | 0  | 0  | 15 | 4  | 11  |
| Francia    | 6   | 3  | 2  | 0  | 1  | 12 | 6  | 6   |
| Montenegro | 3   | 3  | 1  | 0  | 2  | 13 | 6  | 7   |
| Suiza      | 0   | 3  | 0  | 0  | 3  | 2  | 26 | -24 |

## Ronda principal

### Grupo 1
| Equipo               | Pts | PJ | PG | PE | PP | GF | GC | Dif |
| -------------------- | --- | -- | -- | -- | -- | -- | -- | --- |
| España               | 9   | 3  | 3  | 0  | 0  | 20 | 0  | 20  |
| Noruega              | 4   | 3  | 1  | 1  | 1  | 5  | 12 | -7  |
| Bosnia y Herzegovina | 3   | 3  | 1  | 0  | 2  | 3  | 9  | -6  |
| Bélgica              | 1   | 3  | 0  | 1  | 2  | 4  | 11 | -7  |

### Grupo 2
| Equipo   | Pts | PJ | PG | PE | PP | GF | GC | Dif |
| -------- | --- | -- | -- | -- | -- | -- | -- | --- |
| Italia   | 9   | 3  | 3  | 0  | 0  | 19 | 5  | 14  |
| Rumania  | 6   | 3  | 2  | 0  | 1  | 14 | 7  | 7   |
| Polonia  | 3   | 3  | 1  | 0  | 2  | 10 | 18 | -8  |
| Bulgaria | 0   | 3  | 0  | 0  | 3  | 5  | 18 | -13 |

### Grupo 3
| Equipo    | Pts | PJ | PG | PE | PP | GF | GC | Dif |
| --------- | --- | -- | -- | -- | -- | -- | -- | --- |
| Serbia    | 7   | 3  | 2  | 1  | 0  | 11 | 5  | 6   |
| Eslovenia | 6   | 3  | 2  | 0  | 1  | 10 | 6  | 4   |
| Israel    | 2   | 3  | 0  | 2  | 1  | 9  | 10 | -1  |
| Moldavia  | 1   | 3  | 0  | 1  | 2  | 4  | 13 | -9  |

### Grupo 4
| Equipo     | Pts | PJ | PG | PE | PP | GF | GC | Dif |
| ---------- | --- | -- | -- | -- | -- | -- | -- | --- |
| Portugal   | 9   | 3  | 3  | 0  | 0  | 14 | 1  | 13  |
| Eslovaquia | 6   | 3  | 2  | 0  | 1  | 8  | 8  | 0   |
| Francia    | 3   | 3  | 1  |    | 2  | 4  | 11 | -7  |
| Lituania   | 0   | 3  | 0  | 0  | 3  | 4  | 10 | -6  |

### Grupo 5
| Equipo     | Pts | PJ | PG | PE | PP | GF | GC | Dif |
| ---------- | --- | -- | -- | -- | -- | -- | -- | --- |
| Ucrania    | 6   | 3  | 2  | 0  | 1  | 8  | 6  | 2   |
| Azerbaiyán | 6   | 3  | 2  | 0  | 1  | 12 | 6  | 6   |
| Croacia    | 6   | 3  | 2  | 0  | 1  | 8  | 6  | 2   |
| Macedonia  | 0   | 3  | 0  | 0  | 3  | 3  | 13 | -10 |

### Grupo 6
| Equipo          | Pts | PJ | PG | PE | PP | GF | GC | Dif |
| --------------- | --- | -- | -- | -- | -- | -- | -- | --- |
| República Checa | 9   | 3  | 3  | 0  | 0  | 13 | 5  | 8   |
| Bielorrusia     | 6   | 3  | 2  | 0  | 1  | 11 | 6  | 5   |
| Países Bajos    | 3   | 3  | 1  | 0  | 2  | 5  | 10 | -5  |
| Turquía         | 0   | 3  | 0  | 0  | 3  | 6  | 14 | -8  |

### Grupo 7
| Equipo     | Pts | PJ | PG | PE | PP | GF | GC | Dif |
| ---------- | --- | -- | -- | -- | -- | -- | -- | --- |
| Rusia      | 9   | 3  | 3  | 0  | 0  | 10 | 2  | 8   |
| Hungría    | 4   | 3  | 1  | 1  | 1  | 10 | 8  | 2   |
| Letonia    | 2   | 3  | 0  | 2  | 1  | 5  | 7  | -2  |
| Kazajistán | 1   | 3  | 0  | 1  | 2  | 3  | 11 | -8  |

## Play-off

### 1
| 28 de marzo de 2012, 18:30 | Noruega | 0:5 | Italia |  |  |

| 11 de abril de 2012, 20:30 | Italia | 2:0 | Noruega |  |  |

### 2
| 26 de marzo de 2012, 18:30 | Eslovenia | 2:0 | República Checa |  |  |

| 11 de abril de 2012, 18:00 | República Checa | 4:1 | Eslovenia |  |  |

### 3
| 27 de marzo de 2012, 18:00 | Azerbaiyán | 2:3 | Rusia |  |  |

| 9 de marzo de 2012, 15:00 | Rusia | 2:2 | Azerbaiyán |  |  |

### 4
| 26 de marzo de 2012, 19:45 | Eslovaquia | 0:4 | España |  |  |

| 10 de abril de 2012, 20:30 | España | 8:0 | Eslovaquia |  |  |

### 5
| 25 de marzo de 2012, 18:00 | Hungría | 1:0 | Serbia |  |  |

| 8 de abril de 2012, 18:00 | Serbia | 6:1 | Hungría |  |  |

### 6
| 26 de marzo de 2012, 17:00 | Bielorrusia | 1:7 | Portugal |  |  |

| 10 de abril de 2012, 20:00 | Portugal | 4:1 | Bielorrusia |  |  |

### 7
| 27 de marzo de 2012, 17:00 | Rumania | 0:4 | Ucrania |  |  |

| 8 de abril de 2012, 13:00 | Ucrania | 1:4 | Rumania |  |  |

## Clasificados alMundial de Futsal de la FIFA Tailandia 2012
- Italia
- República Checa
- Serbia
- Ucrania
- Rusia

- Datos: Q2472270